# سپاه دوازدهم هند
سپاه دوازدهم هند (انگلیسی: XII Corps) سپاه پیاده‌نظام نیروی زمینی هند است، که در سال ۱۹۸۷ تأسیس شد.
سپاه دوازدهم با دو لشکر رزمی در دستور نبرد فرماندهی جنوبی و افزایش اهمیت عملیاتی بخش بیابانی، تا ژانویه ۱۹۸۷، یک ستاد سپاه تأسیس شد. سپاه دوازدهم در روزهای پرتلاطم عملیات ترایدنت در جودپور تأسیس شد. این سپاه که در روز ماها شیوارتری در ۲۶ فوریه ۱۹۸۷ تأسیس شد، وظیفه حفاظت از بخش‌های بیابانی کشور را که در ایالت‌های راجستان و گجرات قرار دارند، بر عهده دارد و تحت فرماندهی سپهبد ای. کی  چاترجی به عنوان اولین فرمانده آن، تأسیس شد. این سپاه در ارتش هند به عنوان سپاه بیابانی نیز شناخته می‌شود.